# Titus Aurelius Quietus
Titus Aurelius Quietus war ein im 1. Jahrhundert n. Chr. lebender römischer Politiker.
Durch eine Inschrift in griechischer Sprache, die auf einen Zeitraum zwischen dem 1. Juli 80 und dem 30. Juni 81 datiert ist, ist belegt, dass Quietus Statthalter der Provinz Lycia et Pamphylia war; er dürfte in den Amtsjahren 78/79 bis 80/81 Statthalter gewesen sein. Durch ein Militärdiplom, das auf den 20. September 82 datiert ist, ist belegt, dass er 82 zusammen mit Marcus Larcius Magnus Pompeius Silo Suffektkonsul war.